# 고병욱 (축구 선수)
고병욱(1992년 8월 21일 ~ )은 대한민국의 축구 선수이며 포지션은 미드필더이다.

## 축구인 생활

### 선수 생활
광양제철고등학교를 졸업하고 2011년 드래프트에서 전남 드래곤즈에 유스 우선지명을 받은 뒤 아주대학교로 진학했다.
2012년 아주대를 중퇴하고 내셔널리그 인천 코레일에 입단하였으며, 당시 후반기 리그만 소화하고도 9경기 출장 4골 2도움을 기록하며 강렬한 인상을 남겼으며, 2014년에는 강릉시청 축구단으로 이적하였는데, 강릉시청에서 26경기 14골 1도움을 기록하였으며, 8월 전북 현대 모터스와의 FA컵 8강 경기에서 선제골을 기록하기도 하였다.
2015년 전남 드래곤즈에 입단하였지만 전남에서는 4경기 교체 출장에 그쳤고, 2016년 경주 한국수력원자력으로 이적하였다.
2017년 김해시청 축구단과의 챔피언결정전 2차전에서 결승골을 성공시키며 팀의 내셔널리그 우승을 이끌었으며, 챔피언결정전 MVP에 선정되었다.
2018시즌을 앞두고 내셔널리그의 대전 코레일로 이적했다. 2018년 7월 13일에 열린 창원시청과의 경기에서 내셔널리그 통산 100경기 출전을 기록했다.

## 수상

### 클럽

#### 경주 한국수력원자력 축구단
- 내셔널리그
  - 우승 1회 : 2017

### 개인
- 내셔널리그 MVP: 2017